# تورديرا
بلدية تورديرا (بالكاتالانية: Tordera) هي إحدى بلديات مقاطعة برشلونة, والتي تقع في منطقة كاتالونيا، شرق إسبانيا.
يبلغ عدد سكانها 14.017 نسمة وفقاً لإحصائية سنة (2007).